# Ahmad Rezai
Ahmad Rezai es un deportista iraní que compitió en atletismo adaptado. Ganó una medalla de plata en los Juegos Paralímpicos de Seúl 1988, en la prueba de lanzamiento de jabalina (clase L5).

## Palmarés internacional
| Juegos Paralímpicos | Juegos Paralímpicos  | Juegos Paralímpicos | Juegos Paralímpicos |
| Año                 | Lugar                | Medalla             | Prueba              |
| ------------------- | -------------------- | ------------------- | ------------------- |
| 1988                | Seúl (Corea del Sur) | Medalla de plata    | Jabalina L5         |